# Khaled Souissi
Khaled Souissi (Tunisi, 20 maggio 1985) è un allenatore di calcio ed ex calciatore tunisino, di ruolo difensore.

## Carriera

### Club
Cresce nelle giovanili del Club Africain, dove passa sette anni, fino al 2011, quando viene ceduto all'Arles-Avignon, squadra appena retrocessa nella seconda divisione francese.

### Nazionale
Con la Nazionale del suo paese, ha giocato la Coppa d'africa 2010.